# Liebesfluchten
Liebesfluchten ist eine Sammlung von Erzählungen des deutschen Schriftstellers Bernhard Schlink, die im Jahr 2000 unter dem Titel Liebesfluchten. Geschichten im Zürcher Diogenes Verlag veröffentlicht wurde. Erzählt werden Episoden aus dem Leben männlicher Bildungsbürger unterschiedlichen Alters. Alle haben gegenwärtige oder vergangene Beziehungsprobleme zu lösen, was in keinem Fall befriedigend gelingt.

## Inhalt

### Überblick
Ein junger Mann wird emotional durch Verbrechen seines Vaters in der Vergangenheit gelähmt. Ein Westdeutscher wird von einem DDR-Ehepaar instrumentalisiert, um ihre Beziehung zu retten. Ein Rentner entdeckt nach dem Tod seiner Frau deren eheliche Untreue. Ein Architekt kann sich für keine der Frauen entscheiden, mit denen er zeitgleich Beziehungen unterhält. Ein deutscher Student fühlt sich von seiner jüdischen US-Freundin als Kryptonazi gebrandmarkt. Ein Waffenstillstandsbeobachter vollzieht im Tod die Nichtverbundenheit zu seinem Sohne nach. Ein alternder Mann weiß nicht, wie seinem Traum zu folgen wäre, als dieser wirklich zu werden droht.

### Erzählungen

#### Das Mädchen mit der Eidechse
Der Gegenstand eines Gemäldes verzaubert einen Mann von Kindheit an mehr als jede wirkliche Beziehung zum anderen Geschlecht. Er gibt immer dem Bild den Vorrang, was spätere Freundinnen schließlich eifersüchtig macht. Er findet heraus, dass es jüdischen Verhältnissen entstammt, die der Vater im 3. Reich wohl eben wegen der abgebildeten Anziehungskraft, sexuell ausgebeutet hat.
Als Bildvorlage diente dem Autor das Gemälde Das Mädchen mit der Eidechse (1884) von Ernst Stückelberg. In der Erzählung wird es allerdings einem fiktiven Maler namens René Dalmann zugeschrieben.

#### Der Seitensprung
Ein Berliner Sozialrichter wird für ihn unvermittelt von der Frau eines ostdeutschen Freundes verführt, nachdem sie erfahren hat, dass ihr Mann, um die Familie zu retten, Angaben über sie bei der Staatssicherheit gemacht hatte. Mit dem Seitensprung gleicht sie diesen Verrat aus, der sonst den Weiterbestand ihrer Familie gefährdet hätte. Die Erzählung wird aus der Perspektive des Sozialrichters berichtet.

#### Der Andere
Ein Höherer Beamter entdeckt nach dem Tod seiner Frau, dass diese einmal in einen Pleitier verliebt war. Um diesen besser auszuspionieren, greift der Beamte ihm anfangs sogar finanziell unter die Arme. Von dem Geld richtet der Bedachte einen Empfang für die Frau, und als er erfährt, dass sie gestorben ist, ein Abschiedsessen aus, in dessen Verlauf eine Reihe gescheiterter Existenzen ihr große Ehre erweisen.

#### Zuckererbsen
Einem 68er fliegen die Erfolge im Berufs- wie Privatleben zu, wobei er sich aber auf nichts festlegen kann. Auch die Wanderexistenz eines Asketen, die er darauf einschlägt, schafft ihm keinen Seinsgrund. Nach einem Unglück kehrt er als Rollstuhlfall in die Mitte der drei Frauen seines Lebens zurück, die inzwischen, um durchzukommen vereint Entscheidungen für ihn gefällt haben, welche ihm immerhin Anlass zu etwas Engagement – nämlich dagegen – zu bieten scheinen.

#### Die Beschneidung
Ein deutscher Gaststudent in Amerika leidet unter dem Deutschlandbild seiner jüdischen Freundin, umso mehr als er ihr in etlichen Punkten recht gibt. Ihr zuliebe lässt er sich schließlich beschneiden. Sie bemerkt es aber gar nicht oder ist nicht bereit, es zu würdigen, worauf er sie verlässt.

#### Der Sohn
Statt dem vom Krieg verwüsteten Land eine Friedenstruppe zu schicken, entsendet man nur ein paar Beobachter als Friedensapostel. Vermutlich gehört der Professor für Völkerrecht zu denen, die solche faulen Kompromisse formulieren. Er hatte schon für verschiedene internationale Organisationen gearbeitet, in Komitees gesessen, Berichte abgefasst und Abkommen entworfen. Am Ende seines Lebens kommt er sich vor wie ein Scharlatan, der sich der Wirklichkeit nicht stellt. Auch seinem Sohn gegenüber fühlt er sich schuldig, weil er nicht um ihn gekämpft hat. Jetzt ist es zu spät. Sein „Ich hab dich lieb, mein Junge“ ist beiden nur peinlich. Wegen dieses Schuldgefühls erklärt er sich bereit zu der riskanten Mission. Doch dabei wird er nun selbst Opfer eines faulen Kompromisses.

#### Die Frau an der Tankstelle
Der Inhalt eines Traumes, den ein inzwischen über 50-jähriger Mann seit seiner Jugend immer wieder hat: Sie geht mit ihm hinauf, und sie lieben sich. Zur Silbernen Hochzeit unternimmt der Mann mit seiner Ehefrau, der er überdrüssig geworden ist, eine Amerikareise, in deren Verlauf sie sich wieder näherkommen. Da erlebt er etwas an einer Tankstelle, das dem Anfang seines Traumes entspricht, hat aber nicht den Mut, ihn zu Ende zu verfolgen. Erzürnt über die eigene Unentschlossenheit, verlässt er danach spontan seine Frau.

## Rezeption
Liebesfluchten wurde nach seinem Erscheinen zum Bestseller. Auf der Bestsellerliste des Spiegels für das Jahr 2000 belegte das Buch in der Kategorie Belletristik Rang 5. Die Erzählung Der Andere wurde 2008 unter gleichem Titel in leicht veränderter Form mit Liam Neeson, Antonio Banderas und Laura Linney verfilmt. Regie führte der Brite Richard Eyre.
Andreas Nentwich kam in seiner Rezension in der Neuen Zürcher Zeitung zu einem zwiespältigen Urteil über das Buch. Wo es um „das Für und Wider in Konflikten“ geht, sieht er Schlinks Stärken, während er jedoch den „Bodensatz von Klischees“ kritisiert, den er in allen Erzählungen des Buches ausmacht. Kathrin Schmidt bewertete in der Wochenzeitung der Freitag Schlinks Geschichtensammlung als „solide Handarbeit vom Reissbrett“ und hält die Texte für „eher ‚gut‘ zu lesen, zu gut und zu simpel für all das Gewicht, mit dem sie sich unterfüttern wollen, ohne es wirklich vom Fleck bewegen zu können“.

## Ausgaben
- Liebesfluchten. Geschichten. Diogenes Verlag, Zürich 2000, ISBN 3-257-06230-3.
- Liebesfluchten. Geschichten. Diogenes Verlag, Zürich 2001, ISBN 3-257-23299-3. (Diogenes-Taschenbuch; 23299)
- Liebesfluchten. Geschichten. Diogenes Verlag, Zürich 2005, ISBN 3-257-05709-1. (Diogenes Bibliothek)
- Liebesfluchten. Geschichten. 1. Auflage. A. Springer, Berlin 2009, ISBN 978-3-941711-20-4. (Welt-Edition – 25 Autoren aus 60 Jahren; 20; Lizenzausgabe des Diogenes Verlags)

## Hörbuch
- 2012: Liebesfluchten, Diogenes Verlag Zürich, 559 Min., 6 CDs gelesen von Charles Brauer, ISBN 978-3257803327